# Вайтенсфельд-им-Гуркталь
Вайтенсфельд-им-Гуркталь (нем. Weitensfeld im Gurktal) — ярмарочная коммуна (нем. Marktgemeinde) в Австрии, в федеральной земле Каринтия. 
Входит в состав округа Санкт-Файт.  Население составляет 2345 человек (на 31 декабря 2005 года). Занимает площадь 95,76 км². Официальный код  —  2 05 31.

## Фотографии

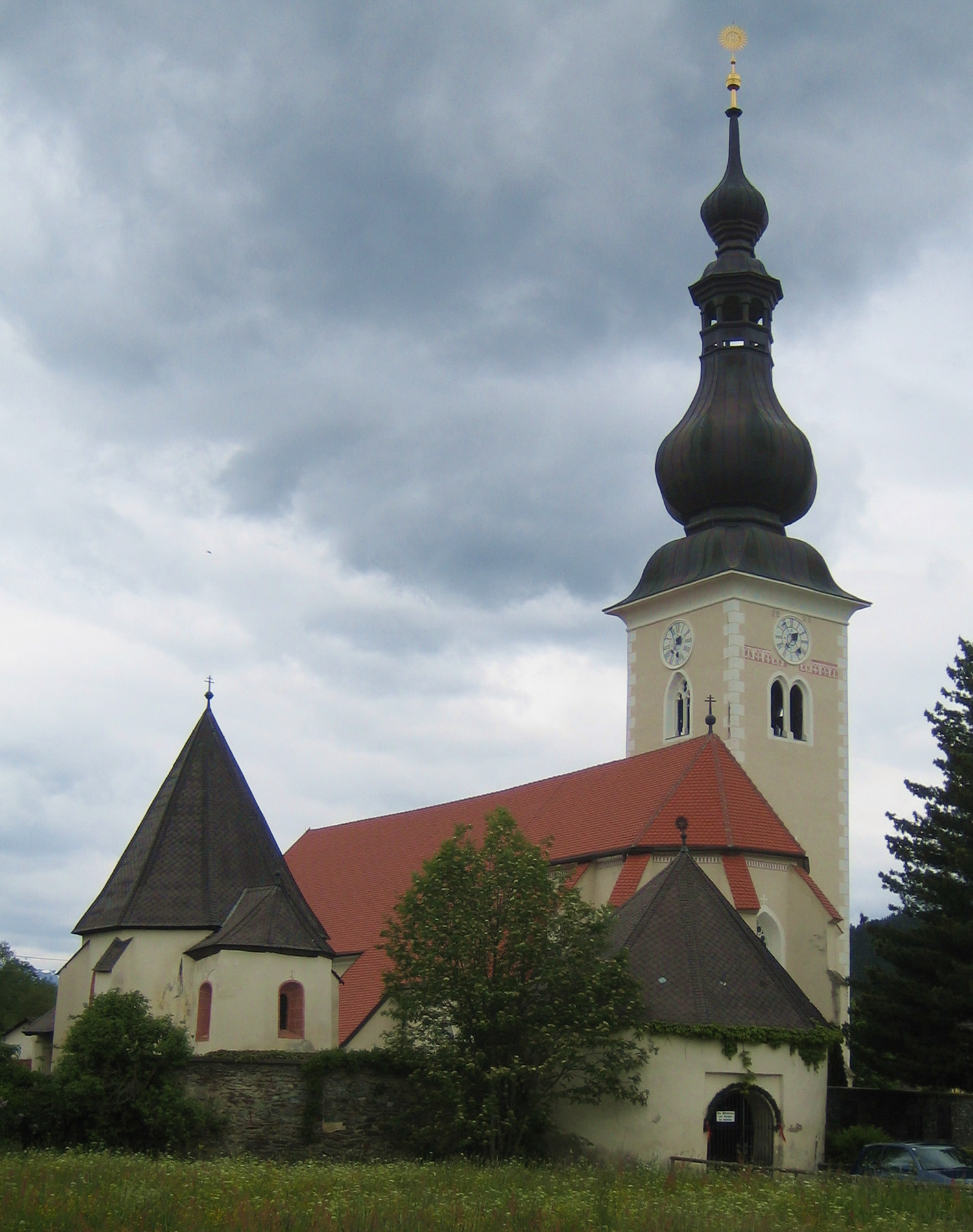
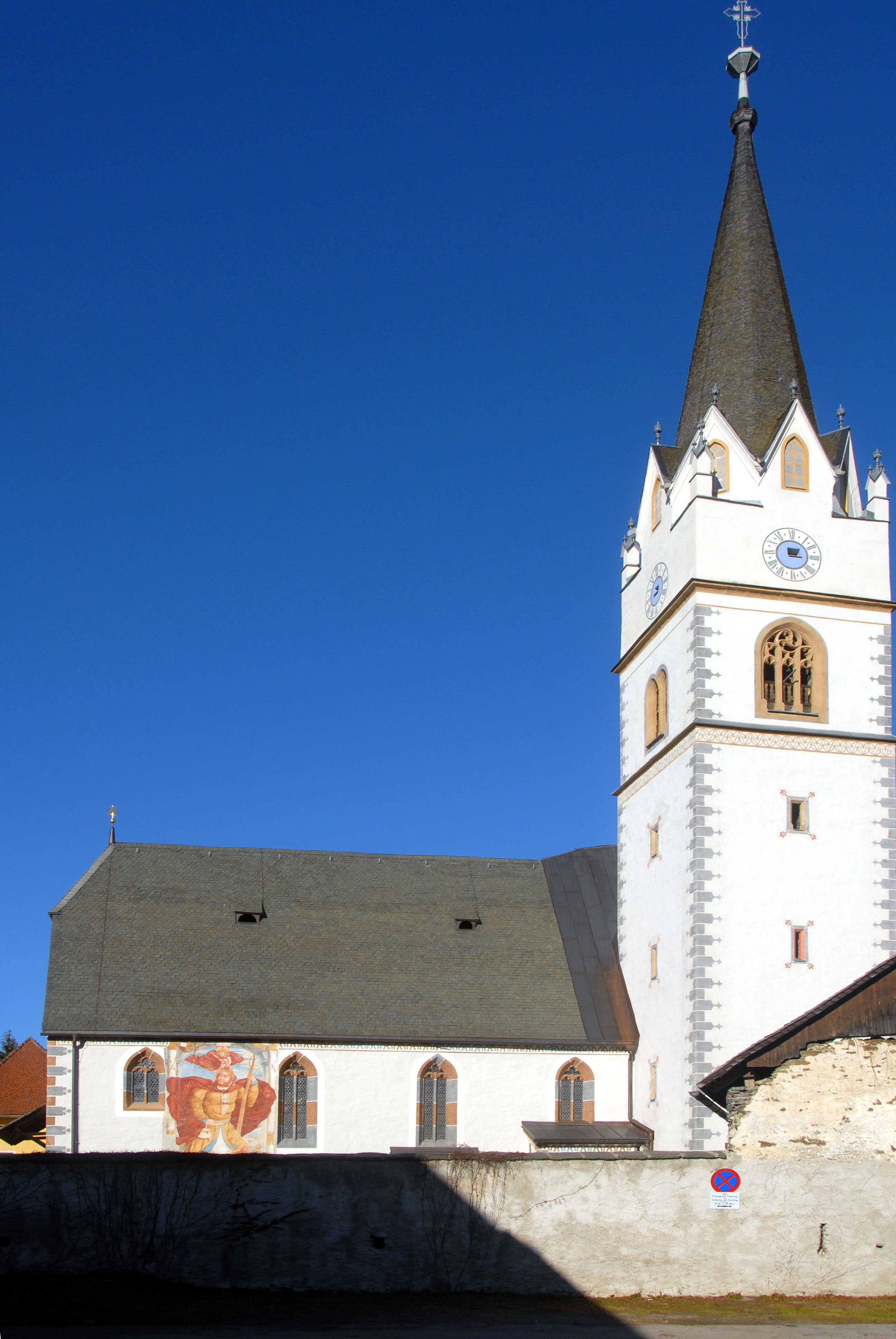
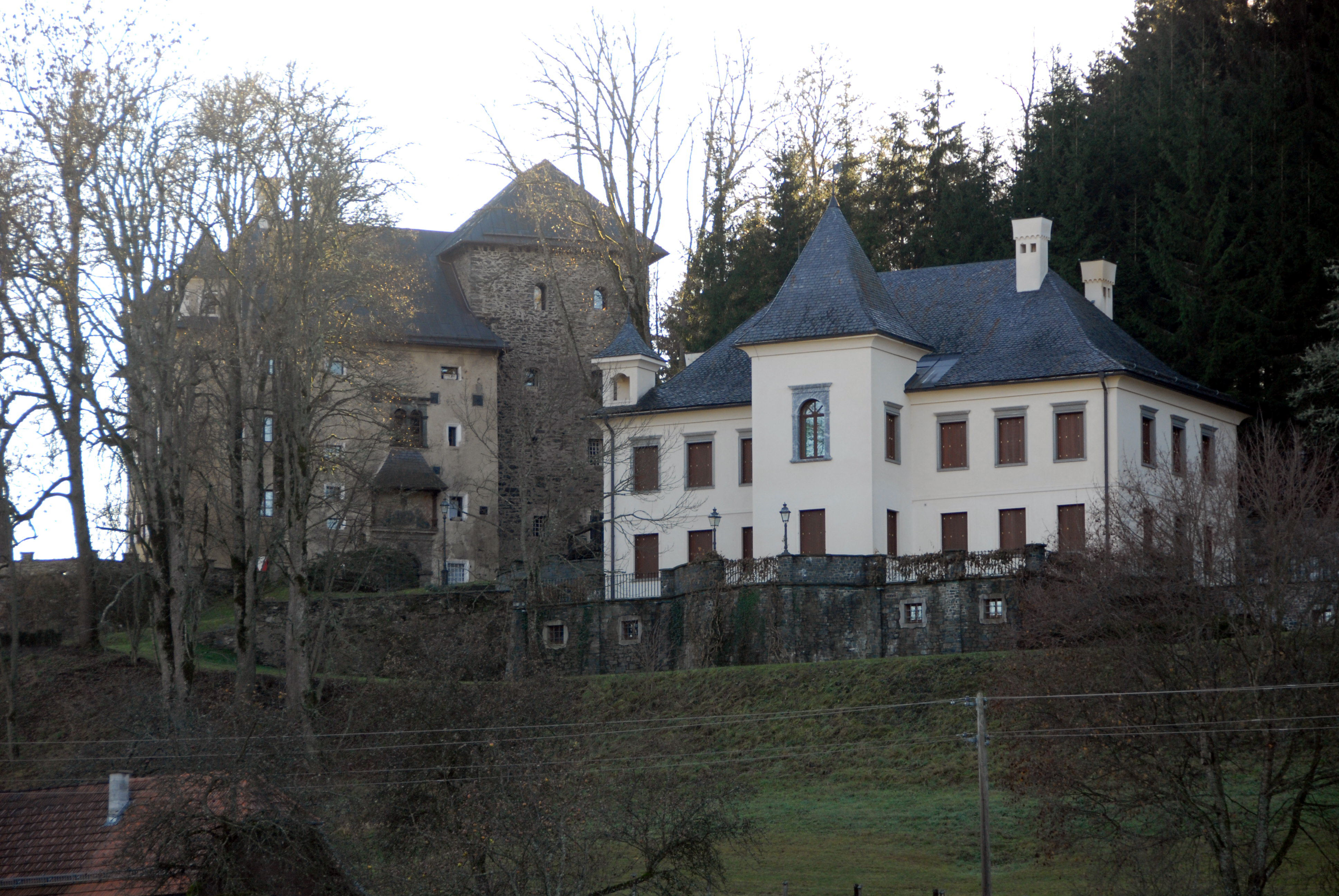
Замок
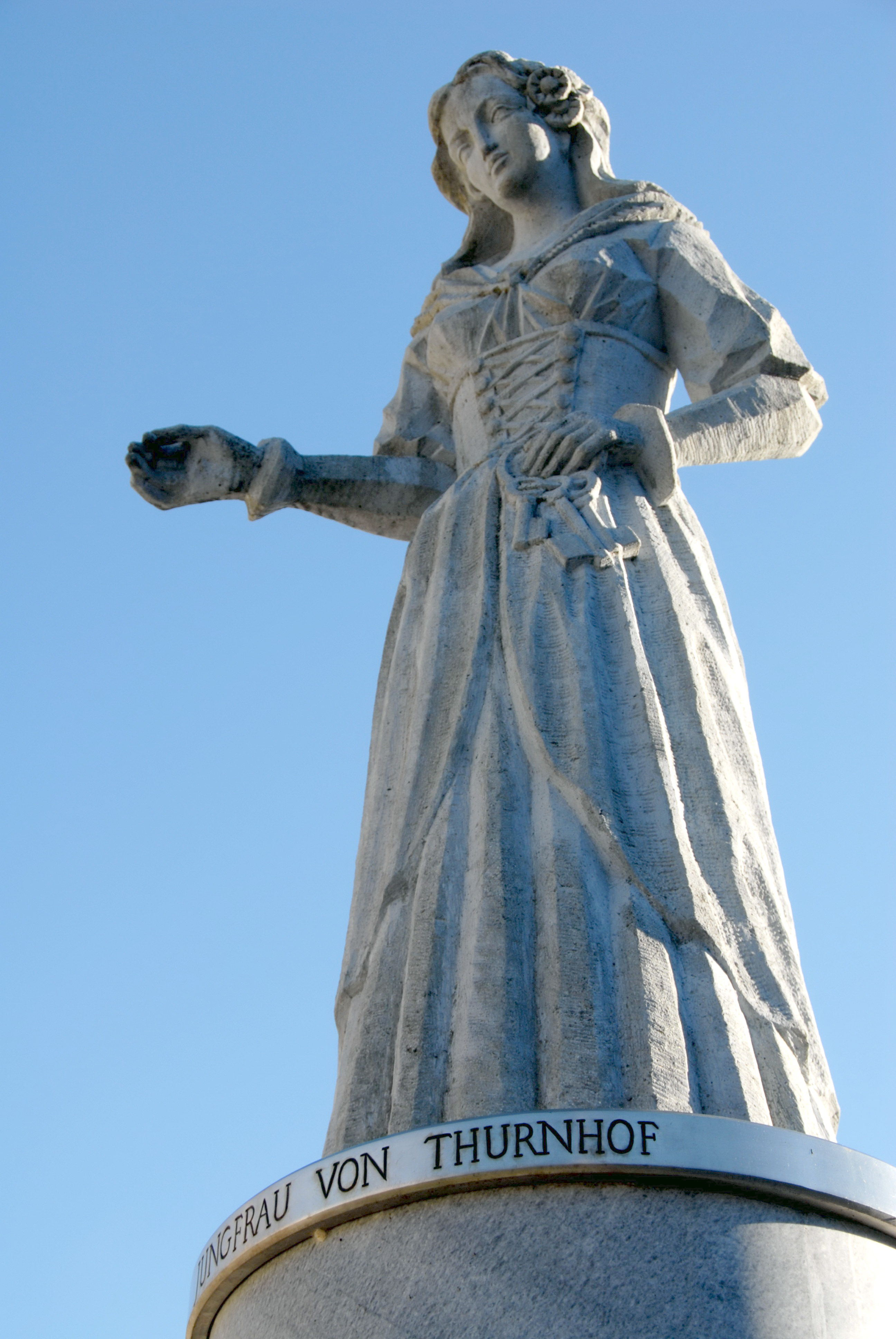
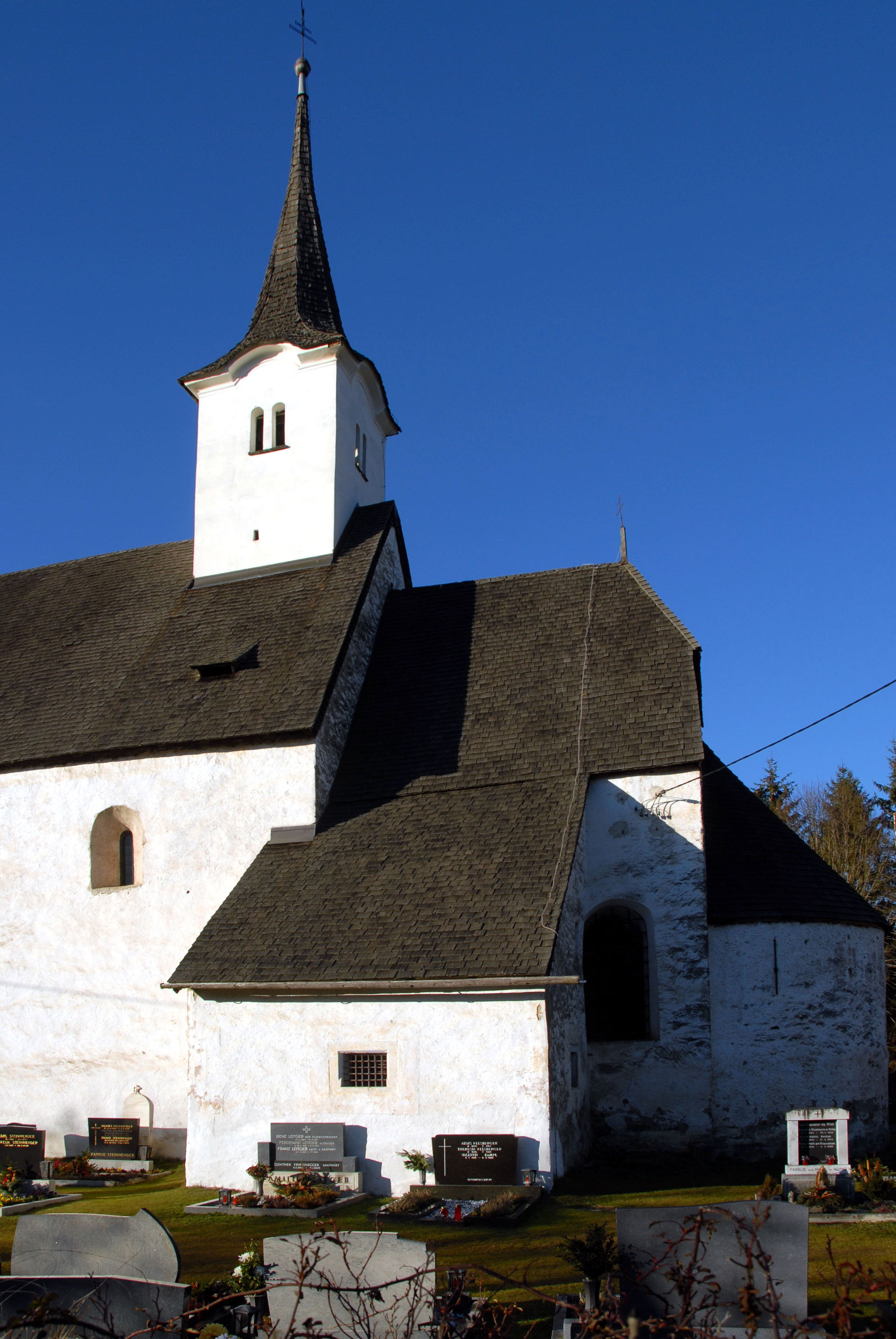

## Политическая ситуация
Бургомистр коммуны — Хайнц Хокстайнер (АБА) по результатам выборов 2003 года.
Совет представителей коммуны (нем. Gemeinderat) состоит из 19 мест.
- АБА занимает 8 мест.
- АНП занимает 7 мест.
- СДПА занимает 4 места.